# Особняк Эсмы-султан
Особняк Эсмы-султан (тур. Esma Sultan Yalısı) — исторический ялы (прибрежный особняк), размещенный на Босфоре в районе Ортакёй, Стамбул, Турция, и названый в честь бывшей владелицы — Эсмы-султан. Является культурным центром после преобразования.

## История
Трехэтажное кирпичное здание было возведено известным армянским архитектором Саркисом Бальяном в 1875 возле Мечети Ортакёй.
Согласно драматургу и журналисту Нахиду Сырры Орику, особняк изначально принадлежал богатому армянину Симону Максутяну. В какой-то период времени, ялы перешёл во владение дочери Абдул-Меджида I Наиле-султан, после смерти которой её вдовец Кабасакал Мехмед-паша жил в этом особняке со своей второй женой, а потом и третьей — дочерью Абдул-Азиза Эсмой-султан. Сакаоглу писал, что скорее всего, ялы получил название благодаря именно третьей жене Кабасакала, однако возможно особняк имел отношение и к другой султанше того же имени — дочери Ахмеда III или дочери Абдул-Хамида I.
Особняк оставался в собственности династии Османов до 1915. Здание использовалось сначала как склад табака, а после — как склад угля с 1920 до 1975, когда оно было уничтожено пожаром.

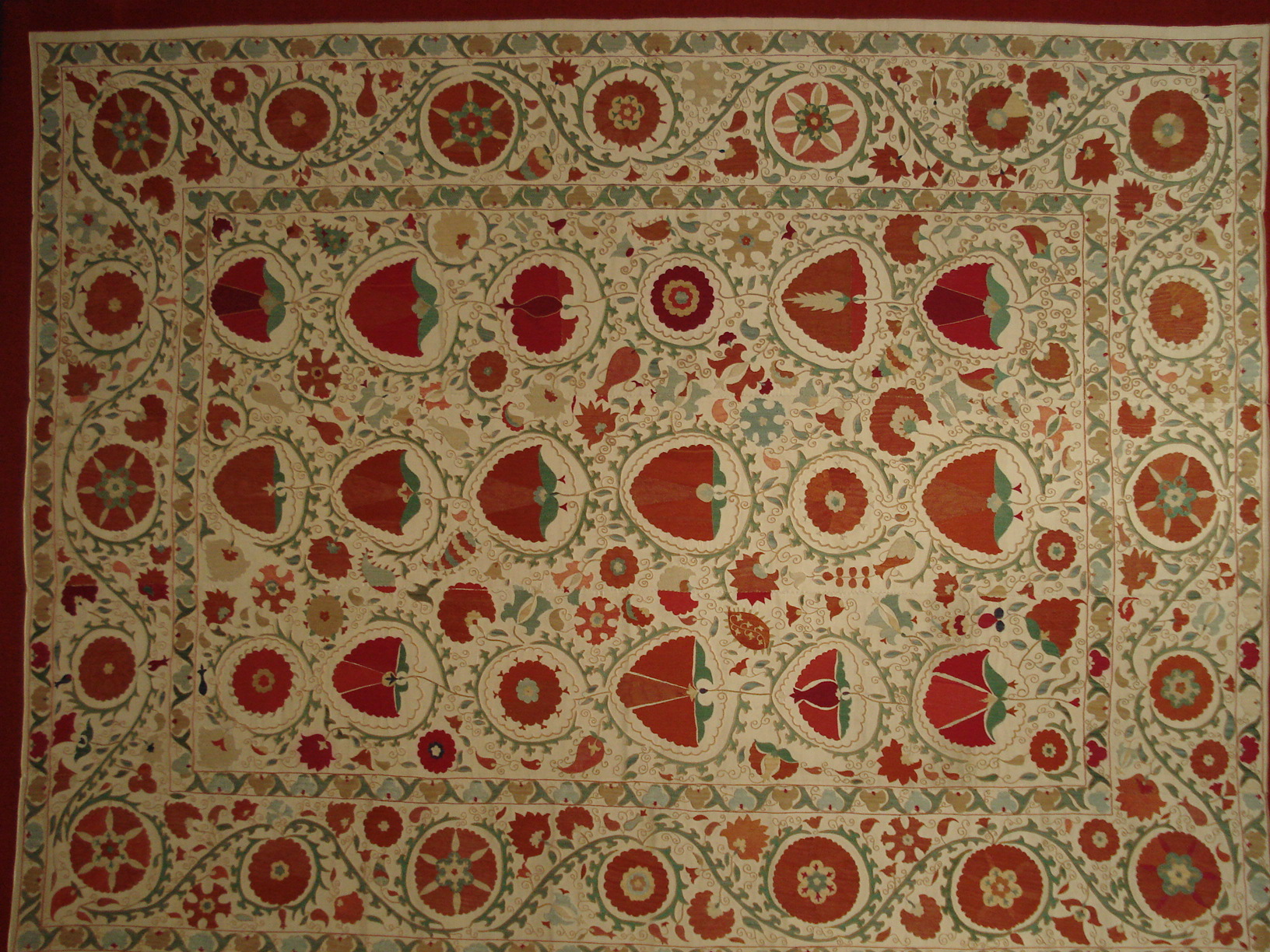
Настенный ковер как элемент декора

## Преобразование
Руины, состоящие только из внешних стен здания, были приобретены в начале 1990-х сетью отелей Мармара. После восстановления с дополнениями, разработанными архитектором Гёкханом Авджиоглу, особняк был открыт в 2001 в качестве многоцелевого места проведения мероприятий. Вместе с кирпичным экстерьером, который был оставлен как оригинальный, уживается стальная и стеклянная конструкция. Здание вмещает бар, ресторан и зал мероприятий на нескольких этажах. Здание располагается в саду размером 2,226 м². Первый этаж имеет 31,5 м в ширину, 27 м в длину и 3,8 м в высоту. Второй этаж совмещен с третьим и имеет такие параметры: ширина — 31,5 м, длина — 31 м и высота — 6,8 м.
Особняк Эсма Султан, управляемый сетью отелей Мармара, как место проведения разнообразных встреч и конференций, предлагает место для банкета размером до 1000 людей в исторической атмосфере в саду, 180 гостей на первом этаже и 330 гостей на втором этаже. Место для приема рассчитано на 300 гостей в саду, 300 гостей на первом этаже и 600 гостей на втором этаже. Также здесь проходят концерты Стамбульского Международного джазового фестиваля и Стамбульского международного музыкального фестиваля.

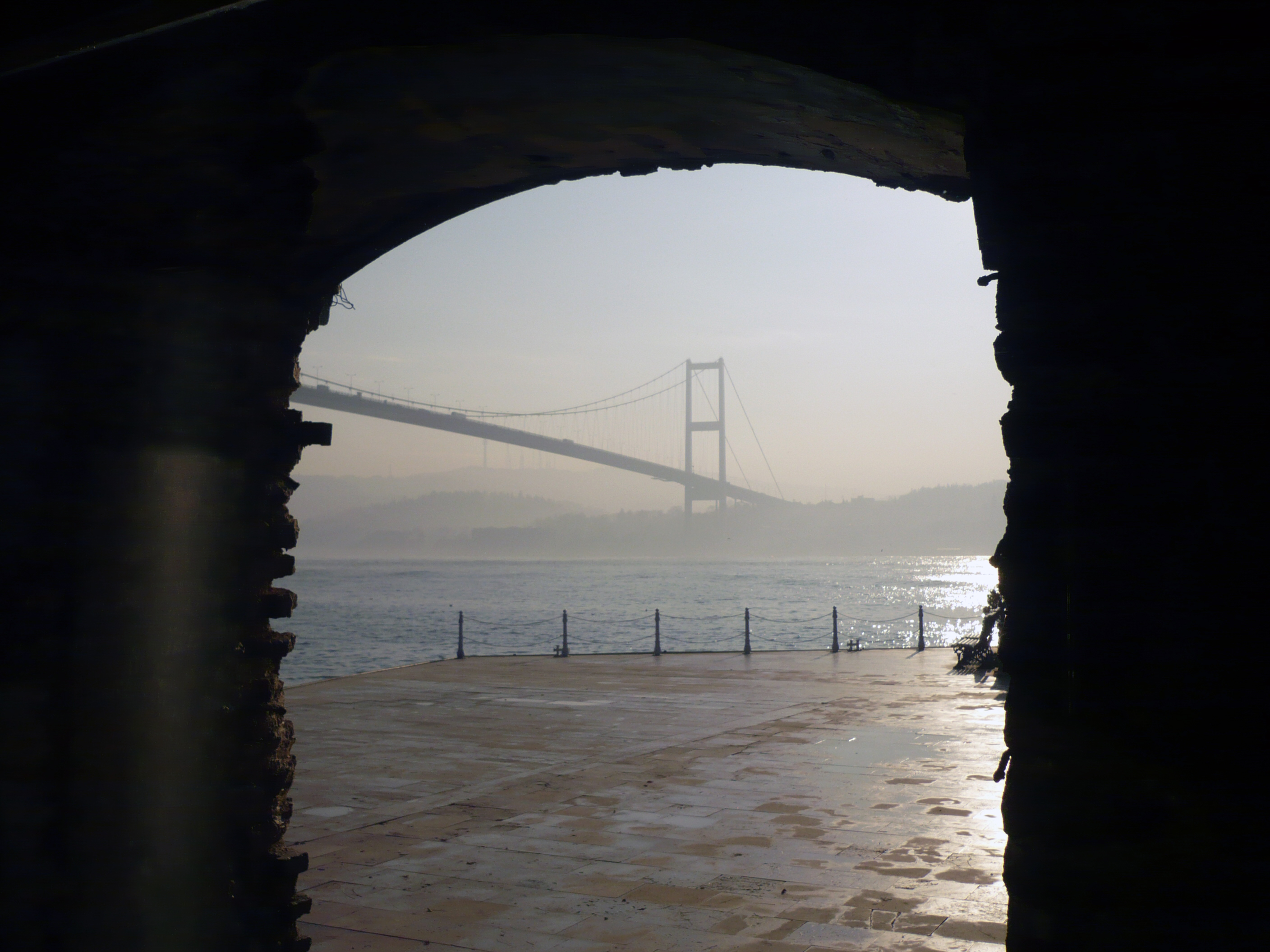
Босфорский мост виден изнутри особняка